# 박기종 (정치인)
박기종(朴起鍾, 1910년 7월 19일 충북 보은 ~ 1991년 3월 18일)은 일제강점기와 대한민국의 기업인이다. 제5대 국회의원도 지냈다.

## 약력
- 한문수학
- 조선식량영단 보은공장장
- 보은여객자동차주식회사 감사
- 대창화학공업주식회사 사장
- 충북산업주식회사 취체역
- 충북비료회사 취체역
- 충북여객자동차회사 사장
- 충청북도 교육위원
- 민주당 중앙위원

## 역대 선거 결과
|  | 19.64% |

|  | 32.91% |

|  | 50.35% |

|  | 12.59% |

|  | 15.42% |